# Mlînîska, Terebovlea
Mlînîska (în ucraineană Млиниська) este un sat în comuna Kobîlovolokî din raionul Terebovlea, regiunea Ternopil, Ucraina.

## Demografie
Componența lingvistică a localității Mlînîska
     Ucraineană (99,77%)
     Alte limbi (0,23%)
Conform recensământului din 2001, majoritatea populației localității Mlînîska era vorbitoare de ucraineană (99,77%), existând în minoritate și vorbitori de alte limbi.